# Lista över svenska drycker
Detta är en lista över drycker som är, eller har varit, populära i Sverige, eller på annat sätt är typiska.

## Alkoholhaltiga drycker
- Akvavit – kryddat brännvin smaksatt med minst en av kryddorna kummin och dill.
- Brännvin – en destillerad spritdryck ofta gjord av säd eller potatis.
- Punsch – en söt spritdryck baserad på arrak.

## Traditionella drycker med låg alkoholhalt
- Bultöl – en primitiv form av mäsk, inte sällan framställd av enbart raffinerat socker, bakjäst och vatten som får jäsa.
- Gotlandsdricka – på gotländska, dricke (i bestämd form dricku), är en gotländsk hemtillverkad, jäst, alkoholhaltig dryck som närmast påminner om färsköl.
- Mjöd – även kallat honungsvin, en alkoholhaltig dryck som får sin alkoholhalt genom jäsning med hjälp av honung.
- Mumma – en gammal juldricka som är populär att bjuda på till julbordet.
- Solvin – vin gjort av enbart svarta vinbär och socker. Man fyller en flaska med saften från krossade bär och tillsätter sockerbitar varje dag från skörden till Lucia.
- Svagdricka – traditionell, i regel överjäst, söt maltdryck med låg alkoholhalt.

## Varma drycker
- Glögg – en varm (alkoholhaltig) dryck, ordet glögg kommer av det äldre ordet glödg, bildat av verbet glödga.
- Kaffekask, kaffegök, kask eller gök – en blandning av kaffe och brännvin eller cognac.
- Ölsupa eller öspa är en slags välling eller blanddryck som görs genom att vispa ner äggulor, mjölk, mjöl, salt, ingefära och socker i kokande svagdricka.

## Saft
- Fläderblomssaft (eller Hyllesaft i Skåne) är saft gjord på blommor från växten äkta fläder, socker, citron och vatten. Citronsyra tillsätts för en syrligare smak.
- Lingondricka – saft gjord på lingon. Hållbarheten på lingondricka är inte beroende av konserveringsmedel som för andra bärdrycker, då lingon innehåller bensoesyra.
- Must (ex. Äppelmust) – dryck som består av utpressad saft från bär eller frukt och som har hindrats jäsa.
- Svartvinbärssaft – saft gjord av de mycket C-vitaminrika bären från svartvinbärsbusken.

## Svenska läsksorter
- Enbärsdricka – en kolsyrad läskedryck med mustliknande karaktär som baserar sig på enbär.
- Fruktsoda – en klassisk svensk läskedryck. Den är färglös och påminner med sin citron- eller limesmak om 7Up och Sprite.
- Hallonsoda – en röd-rosafärgad läskedryck med hallonsmak. Tillverkas bl.a. av Spendrups.
- Julmust, Påskmust etc – svartfärgad läskedryck med mustig och bubblig smak. Essensen till merparten av all must som produceras tillverkas av Roberts AB i Örebro.
- Päronsoda – en läskedryck med smak av päron. Tillverkas av flera olika bryggerier, bl. a. Carlsberg (Apotekarnes päronsoda), Spendrups ("Klassiker") och Kopparbergs Bryggeri.
- Sockerdricka –  klassisk svensk läskedryck som började tillverkas på 1800-talet och som numera innehåller kolsyrat vatten, socker och citronsyra.

## Svenska läskvarumärken
- Champis – skapades av Robert Roberts 1918. Receptet är hemligt. Drycken marknadsförs av Spendrups.
- Cuba Cola – Sveriges äldsta colasort, lanserad 1953. Ägs av Spendrups AB Sedan 2020
- Godtemplaredricka (efter godtemplare) – en alkoholfri dryck med flädersmak. Varumärket ägs av IOGT-NTO och tillverkas av Herrljunga Drycker.
- Jaffa – en läskedryck med smak av apelsin. Marknadsförs av Spendrups.
- Loranga – dryck med apelsinsmak, jämförbar med Fanta. Tillverkas av Krönleins bryggeri i Halmstad och Vasa Bryggeri.
- Portello – en klassisk dryck i Norrland med en karamellaktig smak som har sitt ursprung i Malmbergets bryggeri på 1920-talet.
- Pommac – en svensk läskedryck som funnits sedan 1919. Receptet är hemligt men sägs innehålla omkring 25 fruktsorter, tillverkas av Carlsberg.
- Trocadero – lanserades i Sverige 1953 av bryggeriet Saturnus AB. Den speciella smaken är ett resultat av blandningen apelsin och äpple.
- XL Cola – svenskt svar på Coca-Cola som tillverkades av Falcon och TILL-bryggerierna. Nedlagd kring 2000.
- Zingo – en läskedryck med apelsinsmak som lanserades av Apotekarnes 1962. Med den berömda sloganen "Försvinnande god" påkommen av Odert von Schoulz så blev Zingo snabbt en stor säljare. Namnet har ev. inte något att göra med boxaren Ingo Johansson, men enligt den separata Wikipediaartikeln förhåller det sig dock så.

## Populära icke kolsyrade varumärken
- Mer – en dryck med fruktsmak, ägd av The Coca Cola Company sedan 1997 (tidigare Falcon).
- Festis – en icke kolsyrad läskedryck, marknadsförs av Carlsberg.
- Pucko – chokladdryck som lanserades av Arla 1954.
- Jokk – bärdryck som tillverkas av Norrmejerier.

## Övrigt
- Björksav – den drickbara saven utvunnen ur björkträd. Savtappning är en gammal svensk tradition.
- Mjölk